# Pavlohrad
Pavlohrad (ukrainska: Павлогра́д uttal (fil)) är en stad i Dnipropetrovsk oblast i Ukraina. Folkmängden uppgick till 110 144 invånare i början av 2024.